# 9852 Gora
9852 Gora este un asteroid din centura principală de asteroizi.

## Descriere
9852 Gora este un asteroid din centura principală de asteroizi. A fost descoperit pe 24 decembrie 1990 la Geisei de Tsutomu Seki. Asteroidul prezintă o orbită caracterizată de o semiaxă mare de 2,55 ua, o excentricitate de 0,14 și o înclinație de 5,2° în raport cu ecliptica.